# Samad Marfavi
Samad Marfavi (en persa: صمد مرفاوی‎; Khorramshahr, Irán; 18 de mayo de 1964) es un exfutbolista y entrenador de fútbol de Irán que jugaba en la posición de delantero. Desde 2022 es el entrenador de Irán U-20.

## Carrera

### Club
| Periodo   | Club                   |
| --------- | ---------------------- |
| 1983–1985 | Niroye Zamini FC       |
| 1985–1986 | Setad Moshtarak Tehran |
| 1986–1989 | Daraei FC              |
| 1989–1993 | Esteghlal FC           |
| 1993–1994 | Keshavarz FC           |
| 1995–1996 | Al Kuwait Kaifan       |
| 1996–1997 | Esteghlal FC           |
| 1998      | Tiong Bahru United FC  |
| 1998–1999 | Bahman FC              |

### Selección nacional
Jugó para Irán en 31 partidos entre 1986 y 1994 y anotó 11 goles, ganó la medalla de oro en los Juegos Asiáticos de 1990 y en dos ediciones de la Copa Asiática.

### Entrenador
| Periodo   | Club          |
| --------- | ------------- |
| 2006–2007 | Esteghlal FC  |
| 2009–2010 | Esteghlal FC  |
| 2010–2011 | Mes Kerman FC |
| 2012–2014 | Saba Qom FC   |
| 2014–2015 | Paykan FC     |
| 2016–2017 | Saba Qom FC   |
| 2020      | FC Nassaji    |
| 2020–2021 | Esteghlal FC  |
| 2022–     | Irán U-20     |

## Logros

### Club
- Liga Azadegan: 1

1989-90
- Liga de Teherán: 1

1991-92
- Liga de Campeones de la AFC: 1

1990-91
- Copa de Singapur: 1

1998

### Selección nacional
- Juegos Asiáticos: 1

1990